# Список глав государств в 829 году
Список глав государств в 828 году — 829 год — Список глав государств в 830 году — Список глав государств по годам

## Азия
- Аббасидский халифат — Абдуллах аль-Мамун, халиф (813 — 833)
  -  Зийядиды — Мухаммад ибн Зийяд, эмир (819 — 859)
  -  Саманиды — Нух ибн Асад, эмир (819 — 842)
  -  Табаристан (Баванди) — Шохпур, испахбад (825 — 837)
  -  Хорасан (Тахириды) — Абдалла ибн Тахир, эмир (828 — 844)
- Абхазское царство — Феодосий II, царь (811 — 837)
- Бохай (Пархэ) — Да Жэньсю (Сюань-ван), ван (818 — 831)
- Вайтхали[англ.] — Тюрия Тенг Санда, царь[англ.] (810 — 830)
- Грузия —
  - Кахетия — Ваше, князь[англ.] (827 — 839)
  - Тбилисский эмират — 
    - Мохаммед бен Атаб, эмир (813 — 829)
    - Али бен Шуаб, эмир (829 — 833)
- Индия — 
  - Венги (Восточные Чалукья) — Виджаядитья II Нарендрагрумраджа, махараджа (806 — 847)
  - Гурджара-Пратихара — Нагабхата II, махараджа (800 — 833)
  - Западные Ганги — Рашамалла I, махараджа (816 — 843)
  - Кашмир — Санграмапида II, махараджа[нем.] (ок. 825 — ок. 832)
  - Пала — Девапала, царь (810 — 850)
  - Паллавы (Анандадеша) — Дантиварман, махараджа (795 — 830)
  - Пандья — Варагунан I, раджа (800 — 830)
  - Парамара[англ.] — Вайрисимха I, махараджа[англ.] (818 — 843)
  - Раштракуты — Амогхаварша I, махараджадхираджа (814 — 878)
- Индонезия — 
  - Матарам (Меданг) — Самаратунгга, шри-махараджа (819 — 838)
  - Сунда — Прабу Гайях Кулон, король (819 — 891)
  - Шривиджайя — Самаратунгга, махараджа (792 — 835)
- Камарупа — Харджджараварман, царь (815 — 832)
- Китай (Династия Тан) — Вэнь-цзун (Ли Ан), император (827 — 840)
- Кхмерская империя (Камбуджадеша) — Джаяварман II, император (ок. 770 — ок. 835)
- Наньчжао — Чжаочэн-хуанди (Мэн Цюаньфэнъю), ван (823 — 859)
- Паган — 
  - Со Кин Нит, король[англ.] (802 — 829)
  - Кхе Лу, король[англ.] (829 — 846)
- Раджарата (Анурадхапура) — Даппула III, король (827 — 843)
- Силла — Хындок, ван (826 — 836)
- Тибет — Ралпачан, царь (ок. 815 — ок. 838)
- Тямпа — Викрантаварман III, князь (ок. 820 — ок. 854)
- Уйгурский каганат — Чжаоли-хан, каган (824 — 832)
- Япония — Дзюнна, император (823 — 833)

## Америка
- Караколь — Кинич-Тобиль-Йоат, царь (810 — 830)

## Африка
- Гао — Айам Занка, дья (ок. 800 — ок. 830)
- Берегватов Конфедерация — Ильяс ибн Салих, король (ок. 792 — ок. 842)
- Идрисиды — Ал-Мунтасир Мухаммад ибн Идрис, халиф Магриба (828 — 836)
- Ифрикия (Аглабиды) — Абу Мухаммад Зийадаталлах ибн Ибрахим, эмир (817 — 838)
- Канем — Дугу, маи (ок. 784 — ок. 835)
- Макурия — Захария III, царь (ок. 822 — ок. 854)
- Некор[англ.] — Салих II ибн Саид, эмир[англ.] (803 — 864)
- Рустамиды — Абу Саид Афлах ибн Абд ал-Ваххаб, имам (823 — 872)
- Сиджильмаса — Мидрар аль Мунтасир, эмир (823 — 867)

## Европа
- Аквитания — Пипин I, король (814 — 838)
  - Ампурьяс — Госельм, граф (817 — 832)
  - Барселона — Бернар Септиманский, граф (826 — 832, 835 — 844)
  - Васкония — Аснар I Санше, граф (820 — 836)
  - Жирона — Бернар Септиманский, граф (826 — 832, 835 — 844)
  - Каркассон — Олиба I, граф (821 — 837)
  - Конфлан и Разес — Госельм, граф (827 — 834)
  - Руссильон — Госельм, граф (ок. 801 — 832)
  - Руэрг — Фулькоальд, граф (815 — ок. 840)
  - Септимания — Бернар Септиманский, маркиз (828 — 832, 835 — 844)
  - Тулуза — Беренгер I Мудрый, маркграф (816 — 835)
  - Урхель и Серданья — Аснар I Галиндес, граф (ок. 820 — ок. 832)
- Англия — 
  - Восточная Англия — Этельстан, король (825 — 839)
  - Думнония — Хопкин ап Гернам, король (810 — 830)
  - Мерсия — Виглаф, король (827 — 829, 830 — 839)
  - Нортумбрия — Энред, король (808/810 — 841)
  - Уэссекс — Эгберт, король (802 — 839)
- Бавария — Людовик II Немецкий, король (817 — 843)
- Болгарское царство — Омуртаг, хан (814 — 831)
- Венецианская республика — 
  - Джустиниано Партечипацио, дож (827 — 829)
  - Джованни I Партечипацио, дож (829 — 836)
- Византийская империя — 
  - Михаил II Травл, император (820 — 829)
  - Феофил, император (829 — 842)
  - Неаполь — Стефан III, герцог (821 — 832)
- Волжская Булгария — Айдар, хан (815 — ок. 865)
- Дания — Хорик I, король (814 — 854)
- Ирландия — Конхобар мак Доннхада, верховный король (819 — 833)
  - Айлех — Ниалл Калле, король (823 — 846)
  - Коннахт — Диармайт, король (ок. 818 — 833)
  - Лейнстер — 
    - Муйредах мак Руадрах, король (805 — 806, 808 — 829)
    - Келлах мак Брайн, король (829 — 834)

  - Миде — Конхобар мак Доннхада, король (802 — 833)
  - Мунстер — Федлимид, король (ок. 821 — 847)
  - Ольстер — Муйредах мак Эохада, король (825 — 839)
- Испания —
  - Арагон — Гарсия I Злой, граф (820 — 833)
  - Астурия — Альфонсо II Целомудренный, король (791 — 842)
  - Кордовский халифат — Абд ар-Рахман II, эмир (822 — 852)
  - Наварра — Иньиго Ариста, король (824 — 851/852)
- Италийское королевство — Лотарь I, король (818 — 855)
  - Беневенто — Сико, князь (817 — 832)
  - Капуя — Ландульф I, князь (817 — 843)
  - Сполето — Адельгиз I, герцог (824 — 834)
- Критский эмират — Умар I Абу-Хафс, эмир (828 — 841)
- Нитранское княжество — Прибина, князь (ок. 825 — 833)
- Паннонская Хорватия — 
  - Владин, герцог (823 — 829)
  - Ратимир, герцог (829 — 838)
- Папская область — Григорий IV, папа римский (827 — 844)
- Приморская Хорватия — Владислав, герцог (821 — 835)
- Сербия — Просигой, князь (ок. 822 — ок. 836)
- Уэльс —
  - Брихейниог — Теудр ап Грифид, король (805 — 840)
  - Гвент — Ител IV ап Атруис, король (810 — 848)
  - Гвинед — Мервин ап Гуриад, король (825 — 844)
  - Гливисинг — Рис ап Артвайл, король (825 — 856)
  - Поуис — Кинген ап Каделл, король (808 — 855)
  - Сейсиллуг — Гугон ап Меуриг, король (808 — 871)
- Франкское государство — 
  - Людовик I Благочестивый, император Запада (814 — 840)
  - Лотарь I, император Запада (817 — 855)
  - Ванн — Номиноэ, граф (819 — 851)
  - Нант — Ламберт I, граф (818 — 831)
  - Овернь[англ.] — Гверин II, граф (ок. 819 — 839)
  - Отён — Тьерри III, граф (821 — ок. 830)
  - Пуатье — Эменон, граф (ок. 828 — 839)
  - Труа — Адельрам I, граф (820 — 852)
  - Шалон — Гверин II, граф (ок. 819 — ок. 853)
- Хазарский каганат — 
  - Хан-Туван Дыггви[англ.], каган (ок. 825 — ок. 830)
  - Ханукка, бек (ок. 825 — ок. 830)
- Шотландия —
  - Дал Риада — Домналл III, король (811 — 835)
  - Пикты — Энгус II, король (820 — 834)
  - Стратклайд (Альт Клуит) — Думнагуал ап Кинан, король (816 — 850)

- Людовик I Благочестивый 
 814-840 
 Император Запада
- Эгберт 
 802-839 
 Король Уэссекса
- Альфонсо II 
 791-842 
 Король Астурии
- Омуртаг 
 814-831 
 Хан Болгарии
- Лотарь I  
 818-855 
 Король Италии
- Иньиго Ариста 
 824-851/852 
 Король Наварры
- Феофил  
 829-842 
 Император Византии
- Прибина 
 825-833 
 Князь Нитры
- Джустиниано Партечипацио 
 827-829 
 Дож Венеции
- Григорий IV 
 827-844 
 Папа римский